# Directiva Omega
„Directiva Omega” (titlu original: „The Omega Directive”) este al 21-lea episod din al patrulea sezon al serialului TV american științifico-fantastic Star Trek: Voyager și al 89-lea în total. A avut premiera la 15 aprilie 1998 pe canalul UPN.

## Prezentare
Janeway pune în aplicare Directiva Omega, un ordin de a distruge moleculele Omega, chiar dacă aceasta înseamnă încălcarea Primei Directive.

## Actori ocazionali
- Jeff Austin - Allos
- Kevin McCorkle - Alien Captain